# Dragonier
Dragonierul (Dracaena draco) este un arbore asemănător cu un palmier, de dimensiuni mari, răspândit în insulele Canare, Capul Verde, Madeira și în vestul Marocului; în România se cultivă ca specie ornamentală în sere. Unii arbori trăiesc până la vârsta de 7-9 mii ani. Are o înălțime de până la 20 m, cu circumferință a trunchiului de până la 4 m și o tulpină ramificată, la vârful ramurilor sunt adunate frunzele ensiforme (de forma unei săbii), lungi până la 60 cm, de culoare verde-închis, formând un buchet. Inflorescența este densă, extinsă, racemoasă. Perigonul alb. Fructul este o bacă portocalie, sferică. Rezina obținută din dragonier are o culoare închis-purpurie și este numită sângele dragonului fiind comercializată;  este folosită ca pigment la prepararea vopselelor și cernelurilor și în medicina populară ca astringent.